# Arkelpoort
De Arkelpoort was een van de vier stadspoorten in Gorinchem, in de Nederlandse provincie Zuid-Holland, en bevond zich aan de noordzijde van de stad aan het einde van de Arkelstraat. De poort maakte deel uit van de vesting die tussen 1584 en 1609 rondom de stad werd aangelegd ter vervanging van de middeleeuwse stadsmuren. De Arkelpoort werd in 1600 opgeleverd. In 1725 werd de poort herbouwd.
De Arkelpoort was één van de oorspronkelijke vier stadspoorten, die de vestingstad telde na de verbetering van de omwalling die in 1609 was afgerond. De andere drie waren de Kanselpoort, de Waterpoort en de Dalempoort. Afgezien van de Dalempoort, zijn alle stadspoorten afgebroken om ruimte te maken voor het groeiende verkeer.
De Arkelpoort is op 1 augustus 1857 afgebroken. Ter plaatse is in 1860 een coupure met profielmuren in de stadswal aangebracht, die tussen 1886 en 1893 werd vervangen door coupuremuren met schotbalksponningen.
De Arkelpoort wordt ook wel de Laag-Arkelpoort genoemd en heeft een middeleeuwse voorganger van die naam. Even verderop, aan het einde van de Kortendijk, stond de middeleeuwse Hoog-Arkelpoort (ook wel Goddenpoort genoemd). De Hoog-Arkelpoort werd in 1629 afgebroken.

## Trivia
- Jan van Arkel, bijgenaamd Jan de Sterke, kon zich naar verluidt met paard en al optrekt aan de Hoog-Arkelpoort. Aan de stadszijde van de Waterpoort kwam een beeldhouwwerk met een uitbeelding van dit tafereel.[1]
- Vanwege de onafhankelijkheidsfeesten in 1914 is de poort tijdelijk nagebouwd.[3]

## Afbeeldingen

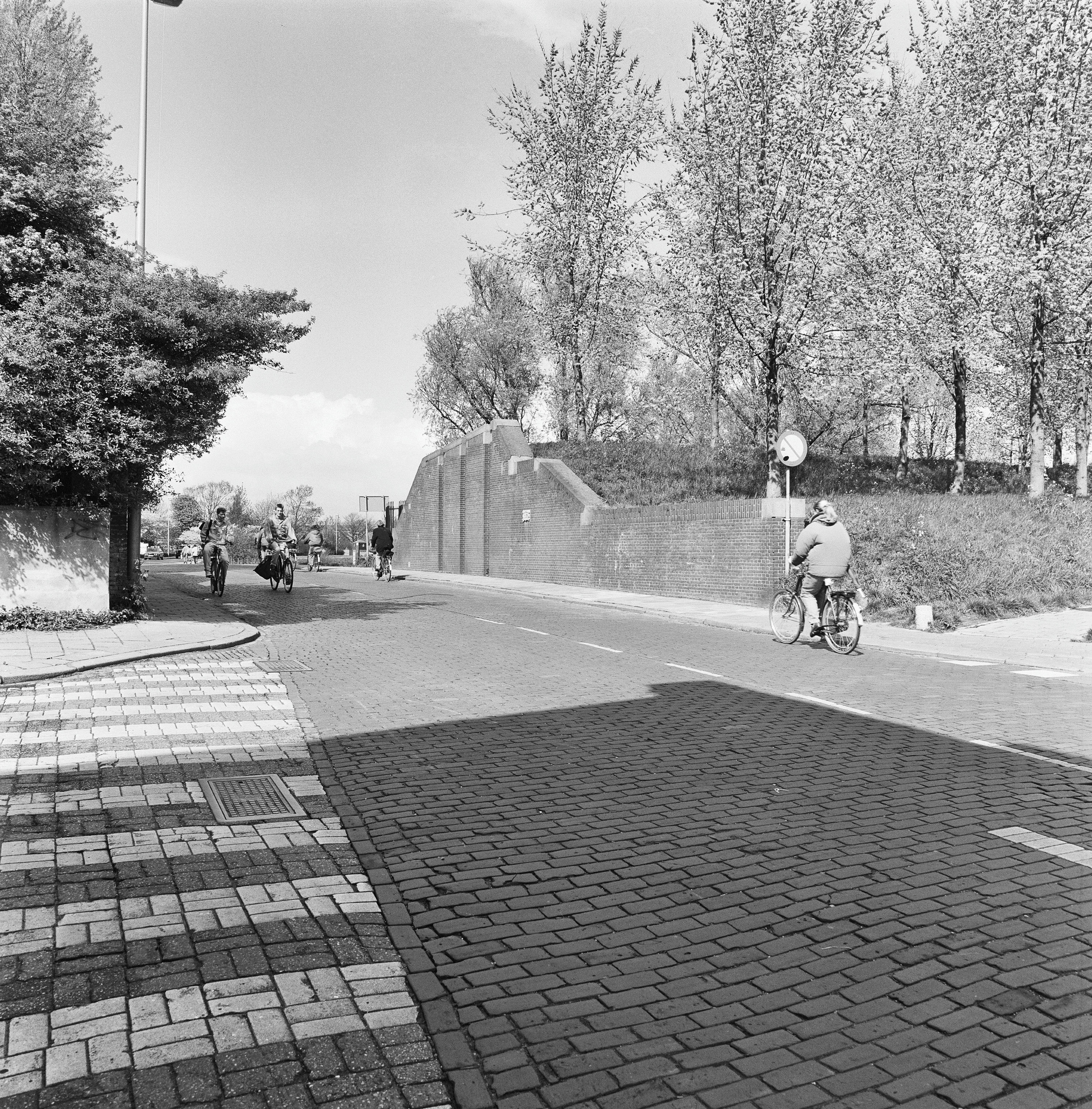
Coupure Arkelpoort
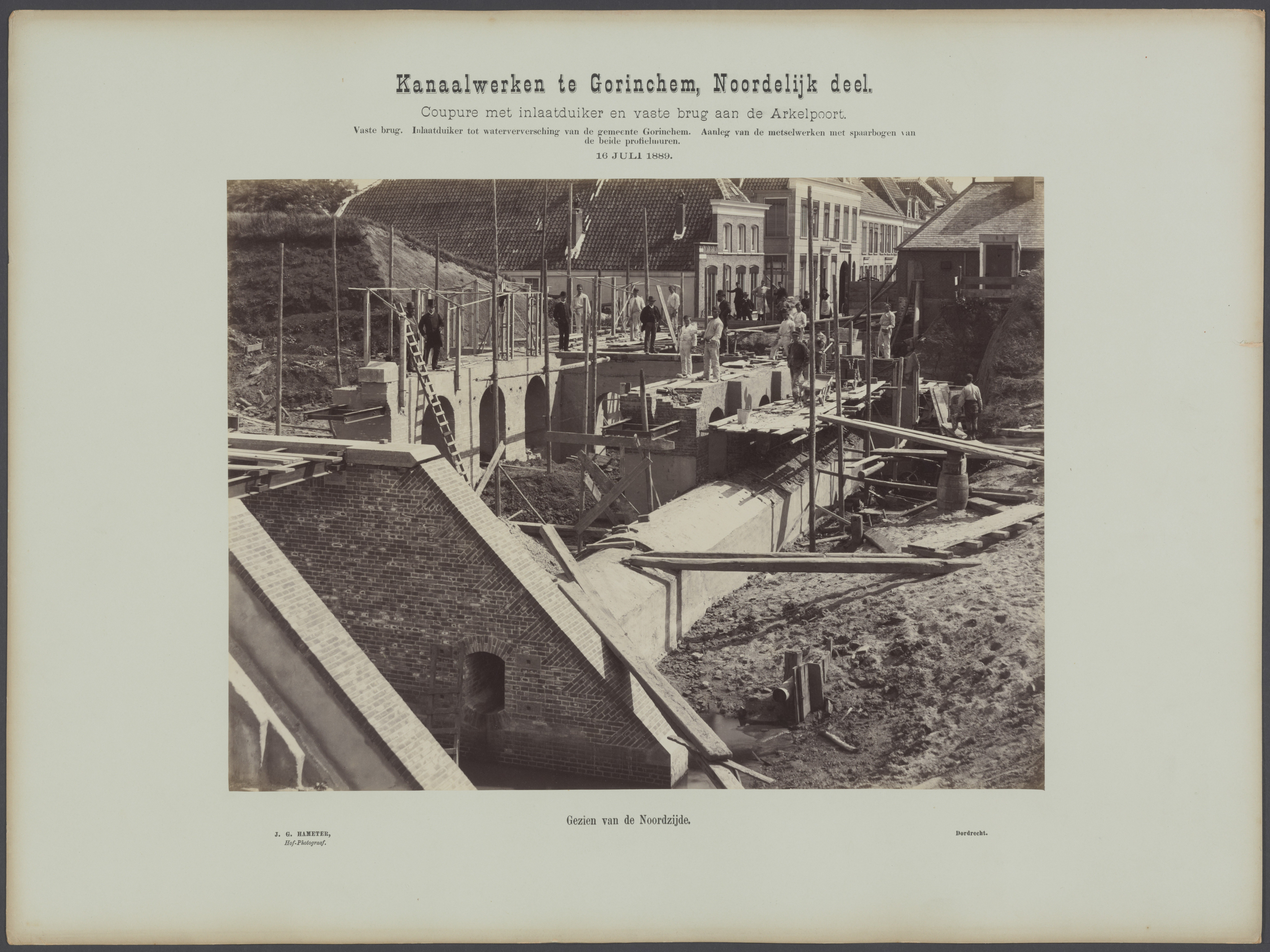
Situatie 1889
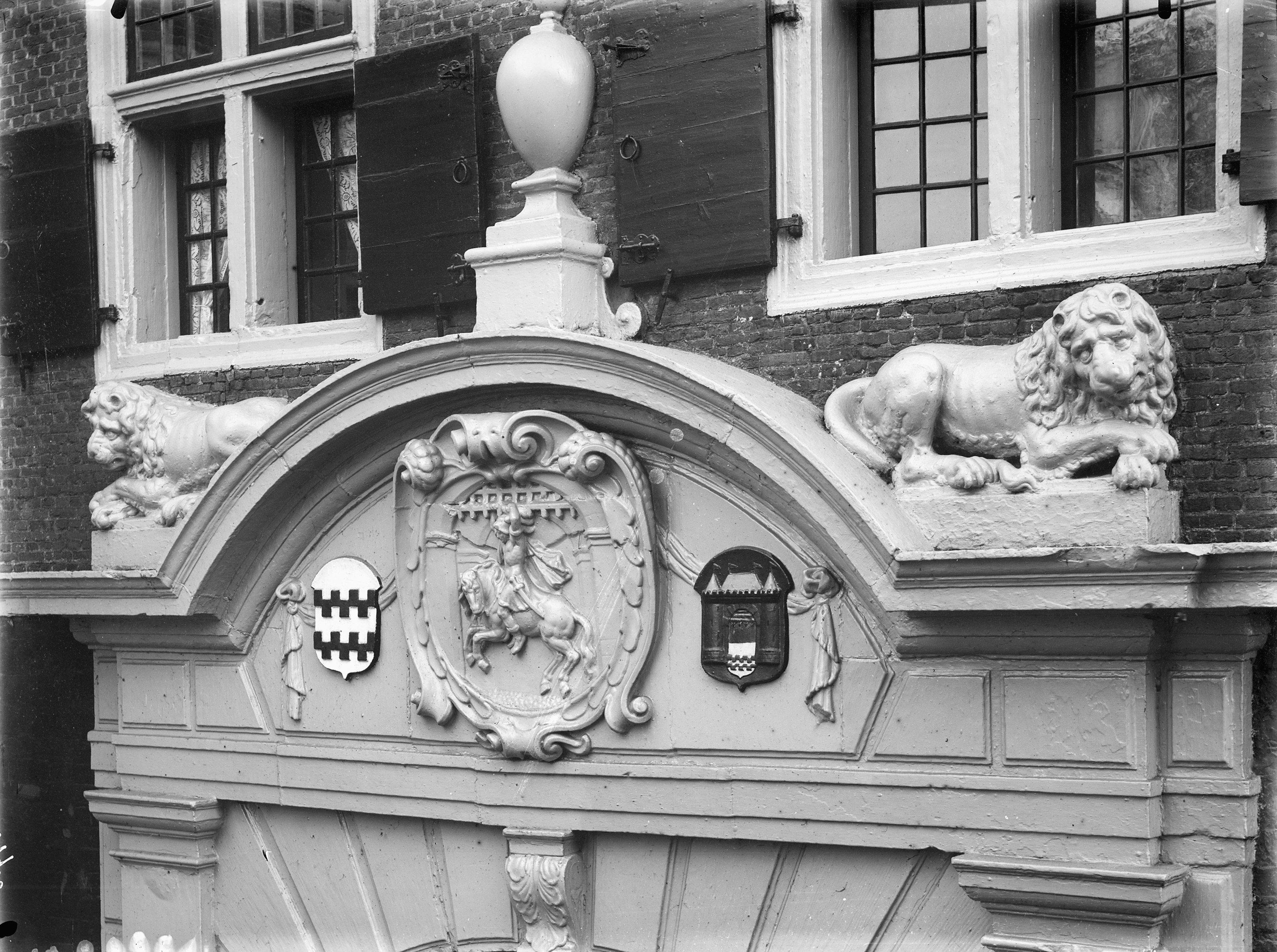
Beeldhouwwerk in de Waterpoort van Jan de Sterke, die zich met paard en al optrekt aan de Hoog-Arkelpoort